# Museo Bolivariano de Pativilca
El Museo Bolivariano de Pativilca es un museo en el distrito de Pativilca de la provincia de Barranca en el departamento de Lima, en Perú. Fue declarado Monumento Nacional por el Instituto Nacional de Cultura mediante Ley N° 9653 el 7 de noviembre de 1942.
El museo, instalado en una casa que fue cuartel general del Libertador Simón Bolívar en 1823 y donde se recuperó de una enfermedad, está ubicado a media cuadra de la Plaza de armas. Tiene una colección permanente de cuadros, libros, enseres, que recrean la época bolivariana. Es administrado por la municipalidad.